# Flash Best
Albums de Capsule
More! More! More!
(2008) Player
(2010)
Flash Best est un album du groupe électro Capsule sorti en 2009 au Japon.

## Titres
1. jelly (rmx ver.)
2. JUMPER (Live mix)
3. グライダー (rmx ver. /Live edit)
4. FLASH BACK (Extended-Live mix)
5. Starry Sky
6. FRUITS CLiPPER
7. レトロメモリー
8. more more more
9. dreamin dreamin
10. Eternity
11. I'm Feeling You
12. 空飛ぶ都市計画
13. 人類の進歩と調和
14. Sugarless GiRL

## Édition limitée
L'édition limitée de l'album comprend en plus un DVD contenant les clips suivants :
1. FLASH BACK
2. JUMPER
3. Sugarless GiRL
4. グライダー
5. ポータブル空港
6. space station No.9
7. 空飛ぶ都市計画